# 火星12彈道飛彈
火星12彈道飛彈在北韓之外也被稱作KN-17，屬於遠程彈道飛彈，火星12彈道飛彈首次亮相於2017年4月15日的阅兵式，目的是為了慶祝金日成的生日－太陽節。

## 設計

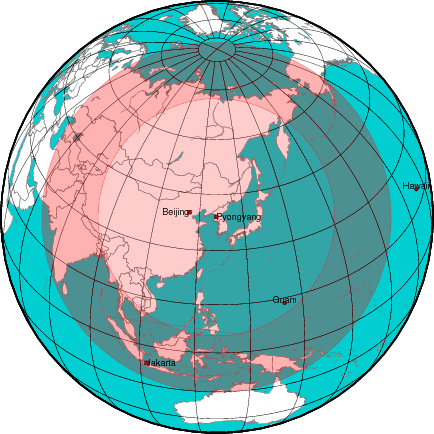
火星12彈道飛彈預估最大運作射程3700公里 (內圈), 6000公里 (外圈)

首次發射的火星12彈道飛彈屬於單節式設計，推進部分包括一顆主引擎與四顆姿勢引擎。首次引擎測試的時間在2017年3月。另外，在早先型號的火星10彈道飛彈也使用相同的主引擎，並且多出兩顆姿勢引擎。
火星12彈道飛彈初始最大射程根據酬載重量不同，約3700公里~6000公里(符合洲際彈道飛彈5500公里的最低標準)，在2017年4月閱兵典禮上，火星12彈道飛彈被裝載在火星10彈道飛彈上展示。主要是取代火星10彈道飛彈的不穩定。

## 火星12彈道飛彈試射紀錄

火星12彈道飛彈軌跡

| 嘗試 | 日期                        | 地點 | 發射前宣布 | 結果 | 備註 |
| ---- | --------------------------- | ---- | ---------- | ---- | --- |
| 1    | 平壤時間 2017年4月4日06:12  | 新浦 | 否         | 失败 | 之前被誤認為SCUD的衍生型彈道飛彈大約飛行60公里後、最高高度約189 公里，不過出現飛彈失控旋轉的現象。                         |
| 2    | 平壤時間 2017年4月15日05:51 | 新浦 | 否         | 失败 | 之前被誤認為SCUD的衍生型 彈道飛彈發射後約4~5秒後爆炸                                                                       |
| 3    | 平壤時間 2017年4月28日05:33 | 北仓 | 否         | 失败 | 飛彈飛行約25公里之後爆炸                                                                                                   |
| 4    | 平壤時間 2017年5月14日04:58 | 龟城 | 否         | 成功 | 彈道飛彈的最高高度達到2111.5公里、飛行距離約為787公里，最終落入日本海。                                                    |
| 5    | 平壤時間2017年8月29日05:28  | 顺安 | 否         | 成功 | 彈道飛彈以正常的仰角發射，最高高度達到550公里，飛行距離約為2700公里， 穿越日本的北海道，掉落於日本東方1180公里的太平洋中。 |
| 6    | 平壤時間2017年9月15日06:27  | 顺安 | 否         | 成功 | 彈道飛彈以正常的仰角發射，最高高度達到770公里，飛行距離約為3700公里， 穿越日本的北海道，掉落於日本東方2200公里的太平洋中。 |

### 首次成功发射
2017年5月14日，朝鲜在平安北道龟城市发射了一枚弹道导弹，最高飞行高度达到2111公里，水平飞行距离787公里，最终落入日本海。
15日，朝中社发布消息，称前一天发射的弹道导弹是新型导弹火星12，可搭载大、重型核弹头，该导弹使用新型发动机，发射时选择采用高轨道方式，验证了返回大气层时导弹头部的制导性能和起爆系统的正常工作。据报道，观看发射的最高领导人金正恩还下令推进高度精密化、多样化的核武器与导弹的生产和实验准备。朝鲜中央电视台当天亦在新闻节目中播送了导弹发射时的画面。
16日，韩国国防部指出，该型号弹道导弹在同年4月15日太陽節阅兵中出现过，为射程5000公里左右的远程弹道导弹，该型号没有使用舞水端上的液体发动机，而是开发了更可靠的新型液体发动机。根据专家分析，该导弹在搭载500公斤重的弹头时射程为5,000公里，若选择牺牲射程换取更大的攻击性能、搭载1吨重的弹头，则射程约有3,000公里；导弹现在是1个主发动机加4个辅助发动机，如果改成4个主发动机，则射程可延伸至13,000公里，成为洲际弹道导弹 (ICBM) 。
19日，美国的NBC电视台援引数名美国政府高官，报道称朝鲜已成功使弹头重返大气层。

### 第二次成功发射
平壤时间2017年8月29日5时28分（日韩时间5时58分），朝鲜在位于首都平壤郊外顺安区域的平壤顺安国际机场向东北偏东方向发射了一枚弹道导弹，最高飞行高度达到550km，水平飞行距离2,700km，最终落入襟裳岬以东约1,180km附近的太平洋水域。这是朝鲜第5次发射疑似弹道导弹通过日本列岛上空，前四次分别是1998年的发射试验（大浦洞1号）、2009年的发射试验（银河2号）、2012年12月的发射试验（银河3号）和2016年的发射试验（光明星）。
在日本，导弹升空后4分钟（6时2分），全国瞬时警报系统（J-Alert）向北海道、青森县、岩手县、宫城县、秋田县、山形县、福岛县、茨城县、栃木县、群马县、新潟县、长野县共12道县送达发射警报，并于6时14分通告弹道导弹已飞过上空。收到J-Alert警报后，JR北海道的北海道新干线和在来线，JR东日本的东北新干线、上越新干线、北陆新干线、山形新干线、秋田新干线和下辖11县的所有在来线均暂停运营，各民营铁路也有部分线路暂停运营。这是J-Alert第3次因为朝鲜发射弹道导弹而发出警报，但前两次试射（2012年12月和2016年）时都是面向冲绳县发送，对冲绳县以外的朝鲜导弹警报还是第一次。
次日，朝鲜官方媒体报道了29日的火星12试射，称发射是为对抗美韩联合军事演习（乙支自由卫士）。